# 566e Volksgrenadierdivisie
De 566e Volksgrenadierdivisie (Duits: 566. Volksgrenadier-Division) was een Duitse infanteriedivisie tijdens de Tweede Wereldoorlog. De divisie werd opgericht en alweer opgeheven voor de oprichting compleet en afgesloten was.

## Geschiedenis
De 566e Volksgrenadierdivisie werd opgericht op 26 augustus 1944 op Oefenterrein Wildflecken in de Rhön als onderdeel van de 32. Welle, door overnemen van de zich nog in oprichting bevindende Infanteriedivisie Röhn. De bedoeling was de divisie op 25 september 1944 gevechtsklaar te hebben. Delen van de in de Zak van Falaise vernietigde 363e Infanteriedivisie, een kleine 3000 man, werden opgenomen in dit proces. Echter, al op 17 september 1944 werd de divisie omgedoopt in de 363e Volksgrenadierdivisie. 

## Commandanten
| Rang            | Naam            | Begin            | Eind              |
| --------------- | --------------- | ---------------- | ----------------- |
| Generalleutnant | August Dettling | 1 september 1944 | 17 september 1944 |

## Samenstelling
- Grenadier-Regiment 1156
- Grenadier-Regiment 1157
- Grenadier-Regiment 1158
- Artillerie-Regiment 1566
- Divisie-eenheden 1566